# Oomyzus sinensis
Oomyzus sinensis är en stekelart som beskrevs av Mao-Ling Sheng och Zhu 1998. Oomyzus sinensis ingår i släktet Oomyzus och familjen finglanssteklar. Inga underarter finns listade i Catalogue of Life.